# Биљни и животињски свет на Антарктику

## Биљни свет
Због огромног леденог покривача, на Антарктику се јавља само примитивна, самоникла вегетација и мали број животињских врста прилагођених великој хладноћи. За разлику од копна, околна мора су богатија биљним и животињским светом.
Антарктик припада антарктичкој флористичкој области, којој припадају, сем леденог континента, Патагонија, јужни Чиле, Огњена земља, Фолкландска Острва, Јужна Џорџија и друга острва на југу Јужне Америке. Ова флористичка област је врло сиромашна биљним врстама, посебно на јужним острвима ближим Антарктику, што је последица климатских услова. Колесник је записао да је биљни свет на Антарктику, по својој оскудности, сличан планети Марс.
На острвима, у језерима јављају се јастучасте биљке: Azorella из породице штитарки и Acaena из породице ружа. На Грахамовој земљи и Јужним Шетландским острвима пронађене су само две цветоноше, чија висина једва достиже 2-3 cm: Deschampsia Antarctica и Kolobantus Krassifolius. Оне су закржљале и расту заједно са лишајима и маховинама. На самом антарктичком тлу расте до 62° с. г. ш. трава Aira antarctica. Осталу флору чине маховине и лишајеви, које настањују оазе, корита потока који теку на незалеђеном тлу, уском приобалном појасу и појединим стеновитим врховима. До сада је откривено око 60 врста маховина.
Биљни свет хладних приобалних мора око Антарктика чине једноћелијске биљке. Оне у великим количинама лебде у мору. Најбројније су алге дијатомеје – мрке боје и силицијумске грађе. Ове алге основна су храна рачићима (Euphosia superba).

## Животињски свет
Животињски свет богатији је од биљног, али је он искључиво везан за море и приморје. У унутрашњости копна нема живота. Флора је представљена знатно мањим бројем врста него на Арктику, мада се састоји од огромног броја јединки. На Антарктику се срећу врсте чији сродници настањују Америку, Аустралију и Тасманију. То су потомци животиња које су ту живеле крајем мезозоика, када је Антарктик био много пространији и вероватно спојен са Јужном Америком, Аустралијом и Новим Зеландом. 
Испод леденог покривача влада сабласни мир. Већи део године овде влада мрак и хладноћа, а ипак има живота. Испод леда живи крил – мало створење налик шкампима.
За време зимских, мрачних месеци хране се тако што гребу алге са леда. Физички се смањују како би сачували своју енергију. У пролеће када се температура подигне и лед полако почне топити, заробљени мехурићи ваздуха се ослобађају. Око ових мехурића расту микроскопски ситне алге које крил тада пасе. Док сунчеви зраци постају све јачи и продиру дубље у воду, алге почињу да цветају и крил напушта лед који се ломи да би се окупио у јата који ће покупити нову жетву алги. Све крупне животиње превале и на хиљаде километара током лета од тропских мора где су се париле у оне сабласно мирне воде Антарктика да би се хранили. Све оне долазе само због једне ствари - због крила. Крил је упориште антарктичког ланца исхране. Има их на милијарде у једном јату, а јата могу да се простиру километрима. Крзнене фоке се такође хране крилом.

#### Птице
Главни чланак:Птице на Антарктику
На Антарктику живи око 20 врста птица. За време кратког лета долећу и птице из севернијих крајева. Скоро све птице слећу на воду и у њој се хране.
Од птица које живе на мору најважнији су пингвини којих има 17 врста. Ове птице немају права крила јер су им она преобраћена у пераје и покривена перјем. Помоћу пераја пливају. На копну су усправни. По снегу се брзо крећу и то у лежећем положају, при чему се помажу перајима. Пингвини спадају међу најотпорнија жива бића на Земљи. Лако подносе и најниже температуре, орканске ветрове и друге неповољности антарктичког поднебља. Све врсте пингвина живе у великим колонијама које броје од 500.000 до 750.000 чланова.
Од 17 врста колико је до данас утврђено најзначајније су две врсте: брадати и царски пингвини. 

#### Сисари
Главни чланак:Сисари на Антарктику
Од сисара у водама Антарктика најзначајнији су китови и фоке.
Постоји више врста фока: морска мачка (истребљена почетком 20. века), ретка врста дугоуха фока – морски лав, морски слон који се среће само око Јужне Џорџије и на суседним острвима, фока крабојед, Веделова фока, Росова фока и морски леопард зиму проводи у мору које је залеђено. Под водом она је заштићена од олуја које бесне на површини, али пошто мора да дише мора да има приступ ваздуху током читаве године. Она зубима непрекидно проширује рупу у леду која јој служи за дисање. Али, то јој веома оштећује зубе па не може ефикасно да лови и једе. Зато готово све Веделове фоке умиру младе.
Највећи сисари антарктичких вода су китови. Споро се размножавају, једном у две – три године, користан услед гигантских размера, па су то два основна разлога уништавања китова. За лов су најважније две врсте: плави кит (Belaenoptera musculus) и финвал (Belaenoptera phusalis).